# Давида, Ирма Аугустовна
Ирма Аугустовна Давида (латыш. Irma Dāvida; 1916 год, Рига, Курляндская губерния — дата смерти неизвестна, Рига) — ткачиха комбината «Ригас аудумс» Латвийского совнархоза, Рига, Латвийская ССР. Герой Социалистического Труда (1960). Депутат Верховного Совета СССР 5-го созыва.

## Биография
Родилась в 1916 году в рабочей семье в Риге. Обучалась во 2-й Рижской гимназии. Из-за сложного семейного положения оставила учёбу и пошла трудиться в 16 лет на прядильной фабрике «Ригас аудумс». Во время Великой Отечественной войны была безработной. После войны восстанавливала производство на фабрике. С 1947 года продолжила трудиться ткачихой на этой же фабрике.
Добилась высоких трудовых результатов. Неоднократно занимала первое место в фабричном социалистическом соревновании, за что получила почётные звания «Ударник коммунистического труда» и «Лучший ткач республики». Была наставницей рабочей молодёжи. Указом Президиума Верховного Совета СССР от 7 марта 1960 года удостоена звания Героя Социалистического Труда "в ознаменование 50-летия Международного женского дня, за выдающиеся достижения в труде и особо плодотворную общественную деятельность с вручением ордена Ленина и золотой медали Серп и Молот.
Избиралась депутатом Совета Национальностей Верховного Совета СССР 5-го созыва от Центрального избирательного округа № 237 Латвийской ССР (1958—1962), делегатом 5-го съезда профсоюзов Латвии.
В 1971 году вышла на пенсию. Проживала в Риге.
Награды и звания
- Герой Социалистического Труда
- Орден Ленина
- Медаль «За трудовое отличие» (20.07.1950).